# Чистая продукция
Чистая продукция (англ. Value added) — показатель, характеризующий объём производства на предприятии в стоимостном выражении за определённый период. Чистая продукция в отличие от валовой продукции лучше отражает объём производства данного предприятия за счёт того, что не учитывает двойной счёт потреблённых в процессе производства сырья, материалов, топлива, энергии, а также амортизации основных фондов. Чистая продукция может быть определена двумя способами:
1. Как валовая продукция за вычетом материальных затрат и амортизационных отчислений;
2. Как сумма заработной платы работников, чей труд затрачен на создание продукции, и прибыли предприятия от продажи произведенного товара.

По своему экономическому смыслу чистая продукция представляет собой аналог национального дохода на уровне предприятия.
С точки зрения образования стоимости Чистая продукция представляет собой вновь созданную в отраслях материального производства стоимость (v + m). Сумма Чистая продукция всех отраслей материального производства составляет национальный доход общества.
Показатель чистой продукции начал применяться в СССР с 1970-х годов и рассчитывался по отдельным отраслям материального производства: в промышленности, в строительстве, в сельском хозяйстве и других отраслях.
Чистая продукция по отдельным отраслям материального производства исчислялась органами государственной статистики (ЦСУ СССР и ЦСУ союзных республик).
В 1976 году чистая продукция промышленности (включая налог с оборота) составляла 52,6 % национального дохода, созданного в отраслях материального производства, сельского хозяйства — 16,5 %, строительства — 11,2 %, транспорта и связи — 6,3 % и остальных отраслей — 13,4 %.
За рубежом показатель чистой продукции применяется очень давно как для характеристики объёма производства на данном предприятии, так и в отдельных отраслях народного хозяйства.